# دانشگاه جنوب فلوریدا
دانشگاه جنوب فلوریدا (به انگلیسی: University of South Florida) یک دانشگاه تحقیقاتی دولتی در تمپا واقع در ایالت فلوریدا آمریکا است که در سال ۱۹۵۶ میلادی تأسیس شده‌است.

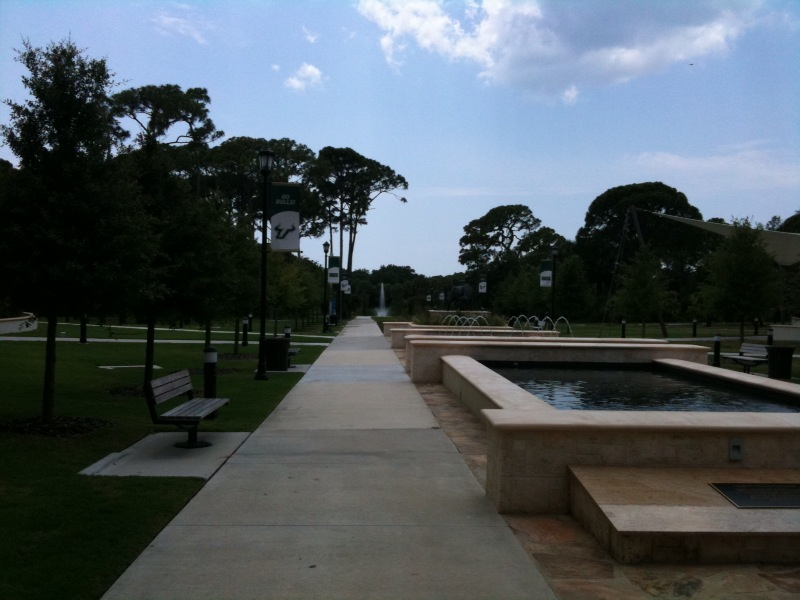